# Is This the Love
Is This the Love ist ein Lied der deutschen Eurodance-Band Masterboy aus dem Jahr 1994.

## Entstehung und Veröffentlichung
Is This the Love wurde von Beatrix Delgado eingesungen und von Tommy Schleh gerappt. Das Lied erschien erstmals am 15. August 1994 auf Masterboys drittem Studioalbum Different Dreams. Im November 1994 erschien das Stück als dritte Singleauskopplung des Albums.

## Musikvideo
Zur Single wurde ein Musikvideo gedreht, dieses wurde bei YouTube über 1,4 Millionen Mal abgerufen (Stand: Januar 2021).

## Chartplatzierungen
| ChartsChartplatzierungen | Höchstplatzierung | Wochen |
| ------------------------ | ----------------- | ------ |
| Deutschland (GfK)        | 11 (13 Wo.)       | 13     |
| Österreich (Ö3)          | 8 (12 Wo.)        | 12     |
| Schweiz (IFPI)           | 20 (8 Wo.)        | 8      |